# ロシア連邦道路R504
ロシア連邦道路R504（ロシアれんぽうどうろアールごまるよん、ロシア語: Федеральная автомобильная дорога Р504 "Колыма"）は、通称：連邦道路「コルィマ」とも呼ばれ、ロシアのオホーツク海に面する都市・マガダンから内陸都市・ヤクーツクのレナ川対岸のニジュニー・ベスチャまでを結ぶロシア連邦道路である。全線が極東連邦管区に属する。 
ニジュニー・ベスチャではロシア連邦道路A360「レナ」（ヤクーツク～スコボロディノ）に接続している。

## 歴史
「コルィマ」の建設が始まったのはスターリン政権下の1932年で、セヴォストラク矯正労働収容所（ロシア語: Северо-Восточный  исправительно-трудовой лагерь）の受刑者が1953年まで工事に動員され、多くが命を落とした。このため「コルィマ」は「骨の道」と呼ばれている。建設工事を主導したのは「ダリストロイ」と呼ばれる内務人民委員部の特務機関である。

## 路線状況

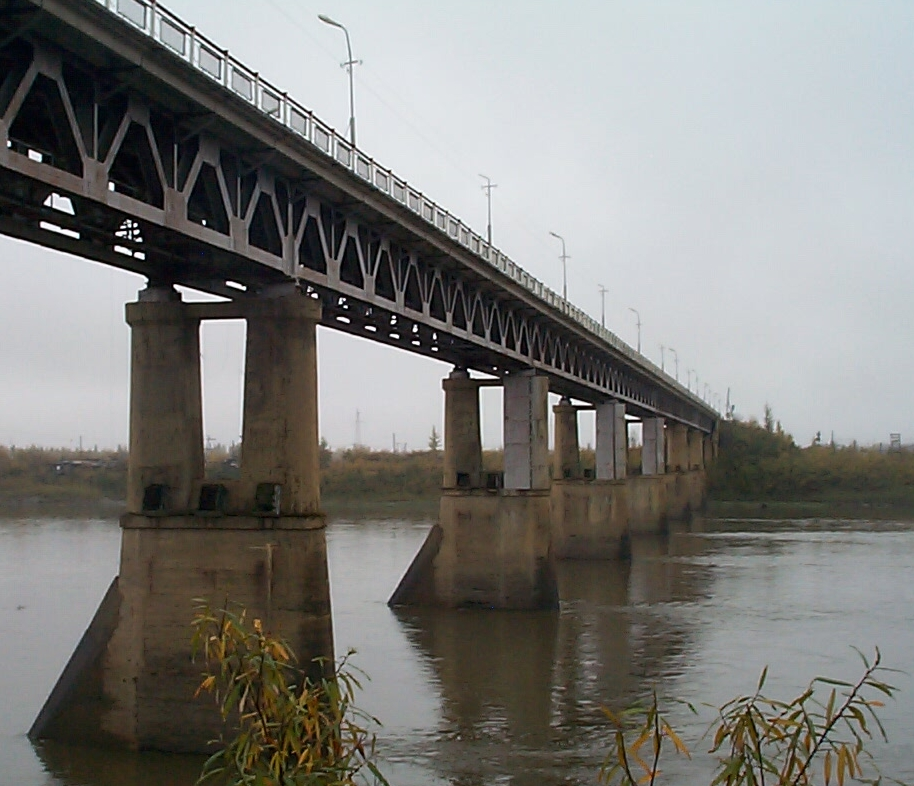
コルィマ川橋

舗装されているのは一部のみである。